# Johann Gottlieb Naumann
Pour les articles homonymes, voir Naumann.
Œuvres principales
Amen de Dresde
Johann Gottlieb Naumann, né le 17 avril 1741 à Blasewitz (aujourd'hui un quartier de Dresde) et mort le 23 octobre 1801 à Dresde, est un compositeur, chef d'orchestre et Kapellmeister allemand.

## Biographie
Johann Gottlieb Naumann a reçu sa première formation à la musique auprès des enseignants de son école communale, où il a appris à jouer du piano et de l'orgue. Plus tard, il a étudié à la Kreuzschule à Dresde et a été membre du Dresden Kreuzchor. À Dresde, il a reçu les leçons de l'organiste et cantor de la Kreuzschule, Gottfried August Homilius, un élève de Bach. En mai 1757, il a voyagé en Italie avec le violoniste suédois Anders Wesström. Le compositeur Giuseppe Tartini a rencontré Naumann en 1762 et s'est intéressé à son travail. Un peu plus tard cette année-là, il a fait ses débuts comme compositeur d'opéra à Venise avec Il tesoro insidiato. À la suite du succès obtenu en 1764 par Li creduti spiriti, il a été engagé comme second compositeur pour l'église par la cour de Dresde, sur la recommandation du compositeur Johann Adolf Hasse.
La séquence d'accords connue sous le nom de amen de Dresde a été composée par Naumann pour être utilisée à l'église de la Cour à Dresde. Elle a connu une telle popularité qu'elle a été reprise dans d'autres églises de Saxe, qu'elles soient catholiques ou luthériennes. Elle a aussi été utilisée par des compositeurs, tels que Felix Mendelssohn (dans sa Symphonie "Réformation") et Richard Wagner (dans son opéra Parsifal).
En 1777, à la suite de négociations avec le diplomate suédois, le Comte Löwenhjelm, Naumann a été engagé pour réformer la Chapelle royale de Stockholm et assister le roi Gustave III dans ses plans pour l'opéra. Son travail en Suède s'est traduit par la création en 1782 de son opéra Cora och Alonzo lors de l'inauguration du nouvel opéra de Stockholm et par la création en 1786 de Gustaf Wasa, basée sur une idée du roi pour l'Opéra royal de Stockholm. Après une brève période comme compositeur invité à Copenhague (1785-6), il est retourné à Dresde où il est devenu Oberkapellmeister. En 1792, il a épousé Catarina von Grodtschilling, fille du vice-amiral danois. 
Son petit-fils est le compositeur Ernst Naumann (1832–1910).

## Œuvres (liste partielle)

### Opéras
- Il tesoro insidiato (1762)
- Li creduti spiriti (1764, en collaboration avec deux autres compositeurs)
- L’Achille in Sciro (1767)
- Alesandro nelle Indie (1768)
- La clemenza di Tito (1769)
- Il villano geloso (1770)
- L’isola disabitata (1773)
- La villanella inconstante (ou Le nozze disturbate, 1774)
- Ipermestra (1774)
- L’ipocondriaco (1776)
- Amphion (opéra-ballet 1778)
- Armida (1773, en allemand sous le nom Armide 1780)
- Elisa (1781)
- Osiride (1781)
- Cora och Alonzo (1782)
- Tutto per amore (1785)
- Gustaf Wasa (1786)
- Orpheus og Eurydike (1786, en danois; 1787, en allemand)
- La reggia d’Imeneo (1787)
- Medea (1788)
- Protesilao (1789)
- La dama soldato (1791)
- Amore giustificato (1792)
- Aci e Galatea (1801)

### Musique sacrée
- Missa solenne en la bémol majeur (1804)
- Vingt autres messes plus petites
- Douze oratorios, dont:
  - La passione di Gesù Cristo (le 18 avril 1767, Dresde)
  - La morte d’Abel (1790)
  - I pellegrini al sepolcro (1798)
  - Betulia liberata (1805)
- Psaumes 69, 103 & 149
- Musique maçonnique dont 2 marches pour orgue

### Musique instrumentale
- Douze symphonies (1766-77)
- Six quatuors pour clavecin, flûte, violon et basse (1786)
- Douze sonates pour piano ou glassharmonica (1786-92)
- Six sonates pour piano ou glassharmonica, op. 4